# Anomalepis
Anomalepis é uma gênero de répteis escamados da subordem Serpentes, não venenosos, encontrados na América do Sul e América Central. Atualmente são reconhecidos 4 espécies monotípicas

## Dispersão Geográfica
É encontrado desde o sul da América Central na Nicarágua, Costa Rica e Panamá, até noroeste da América do Sul na Colômbia, Peru e Equador.

## Espécies
| Gênero e autor                     | Nome comum |  |
| ---------------------------------- | ---------- |  |
| Anomalepis aspinosus Taylor, 1939  |            |  |
| Anomalepis colombia Marx, 1953     |            |  |
| Anomalepis flavapices Peters, 1957 |            |  |
| Anomalepis mexicanusT Jan, 1860    |            |  |

T) Espécie-tipo.